# Komenda Rejonu Uzupełnień Będzin

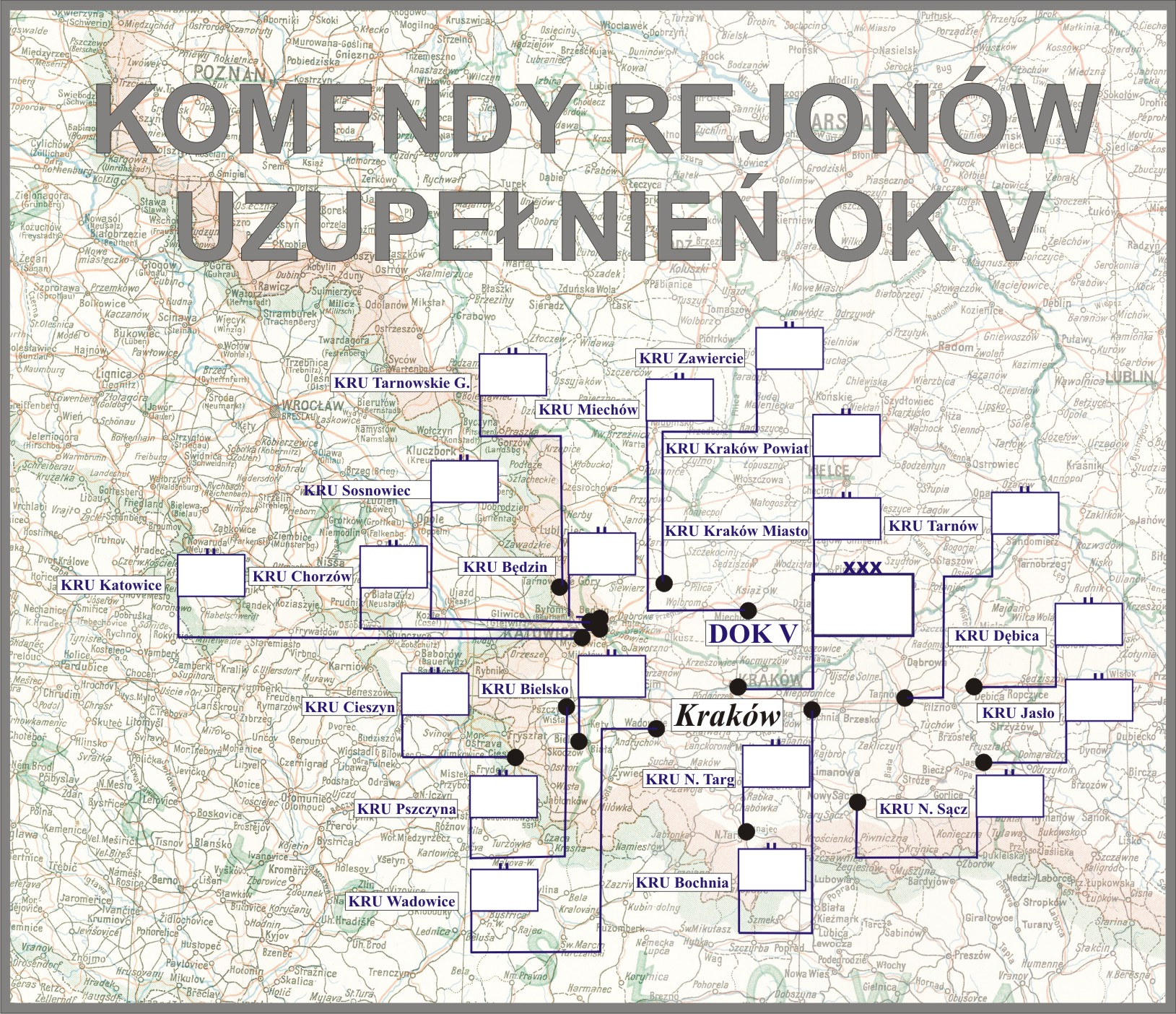
Komendy rejonów uzupełnień OK V

Komenda Rejonu Uzupełnień Będzin (KRU Będzin) – organ wojskowy właściwy w sprawach uzupełnień Sił Zbrojnych II Rzeczypospolitej i administracji rezerw w powierzonym mu rejonie.

## Formowanie i zmiany organizacyjne
Z dniem 1 września 1931 minister spraw wojskowych utworzył Powiatową Komendę Uzupełnień Będzin, która w sprawach poborowych administrowała powiatem będzińskim z wyłączeniem obszaru miasta Sosnowiec, który pozostał obszarem administracyjnym PKU Sosnowiec. Skład osobowy PKU Będzin został zaliczony do typu I.
1 lipca 1938 weszła w życie nowa organizacja służby poborowej, zgodnie z którą dotychczasowa PKU Będzin została przemianowana na Komendę Rejonu Uzupełnień Będzin przy czym nazwa ta zaczęła obowiązywać 1 września 1938, z chwilą wejścia w życie ustawy z dnia 9 kwietnia 1938 o powszechnym obowiązku wojskowym.
Komendant Rejonu Uzupełnień w sprawach dotyczących uzupełnień Sił Zbrojnych i administracji rezerw podlegał bezpośrednio dowódcy Okręgu Korpusu Nr V. Rejon uzupełnień obejmował powiat będziński.
3 września 1939 komenda została ewakuowana z Będzina.

## Obsada personalna
Obsada personalna PKU Będzin w latach 1931–1932
- komendant – mjr piech. Michał Witek[a]
- kierownik I referatu – kpt. piech. Stanisław Skwara (był w VI 1935[11] → kierownik I referatu KRU Bielsko na Śląsku[12])
- kierownik II referatu – por. kanc. Kazimierz Józef Olejnik[b] (do IV 1933)

Obsada personalna KRU Będzin 23 marca 1939
- komendant – mjr piech. Michał Witek
- kierownik I referatu ewidencji – kpt. adm. (piech.) Stanisław Stefan Dobrzański (14 I – 18 IX 1939)
- kierownik II referatu uzupełnień – por. adm. (piech.) Jan Zdanowski[d]